# Åter-Stugutjärnen
Åter-Stugutjärnen är varandra näraliggande sjöar i Sollefteå kommun i Ångermanland som ingår i Ångermanälvens huvudavrinningsområde.
- Åter-Stugutjärnen (Överlännäs socken, Ångermanland, 700000-158340), sjö i Sollefteå kommun, 63°06′01″N 17°27′24″Ö / 63.1002°N 17.4567°Ö
- Åter-Stugutjärnen (Överlännäs socken, Ångermanland, 700006-158360), sjö i Sollefteå kommun, 63°06′03″N 17°27′38″Ö / 63.1007°N 17.4606°Ö